# Grande Prêmio Nobili Rubinetterie
O Grande Prêmio Nobili Rubinetterie foi uma corrida de ciclismo profissional italiana de um dia que se disputava em Arona (Província de Novara)
Disputava-se desde 1997 até 2009, ainda que em 1998 a corrida não se disputou. Desde a criação dos Circuitos Continentais UCI em 2005 fez parte do UCI Europe Tour, dentro da categoria 1.1.
Em 2010 a corrida se dividiu em duas, dando passo à Coppa Papà Carlo e à Coppa Città di Stresa.
Organizava-a a Associazione Ciclistica Arona.

## Palmarés
| Ano                                                    | Ganhador             | Segundo                | Terceiro               |
| ------------------------------------------------------ | -------------------- | ---------------------- | ---------------------- |
| 1997                                                   | Dario Andriotto      | Carlo Finco            | Cristian Dario Salvato |
| 1998                                                   | Não se disputou      | Não se disputou        | Não se disputou        |
| 1999                                                   | Salvatore Commesso   | Roberto Petito         | Alberto Elli           |
| 2000                                                   | Stefano Garzelli     | Alberto Elli           | Ivan Basso             |
| 2001                                                   | Vladimir Smirnov     | Simone Masciarelli     | Pedro Horrillo         |
| 2002                                                   | Andrus Aug           | Ivan Quaranta          | Daniele Bennati        |
| 2003                                                   | Andrea Ferrigato     | Joseba Albizu          | Massimiliano Mori      |
| 2004                                                   | Damiano Cunego       | Alexandr Kolobnev      | Paolo Valoti           |
| 2005                                                   | Damiano Cunego       | Ruslan Pidgornyy       | Félix Cárdenas         |
| 2006                                                   | Paolo Longo Borghini | Luis Felipe Laverde    | Ruslan Pidgornyy       |
| 2007                                                   | Luis Felipe Laverde  | Félix Cárdenas         | Christian Pfannberger  |
| 2008                                                   | Giampaolo Cheula     | Gabriele Bosisio       | Bruno Rizzi            |
| 2009                                                   | Grega Bole           | Fortunato Baliani      | Andriy Grivko          |
| (2010,2011) Coppa Papà Carlo e a Coppa Città di Stresa |                      |                        |                        |
| 2012                                                   | Danilo Di Luca       | Robert Vrečer          | Tomasz Nose            |
| 2013                                                   | Bob Jungels          | Daniele Bennati        | Simone Ponzi           |
| 2014                                                   | Simone Ponzi         | Christian Delle Stelle | Francisco Ventoso      |
| 2015                                                   | Giacomo Nizzolo      | Simone Ponzi           | Marco Haller           |

## Palmarés por países
| País       | Vitórias |
| ---------- | -------- |
| Itália     | 11       |
| Lituânia   | 1        |
| Estónia    | 1        |
| Colômbia   | 1        |
| Eslovênia  | 1        |
| Luxemburgo | 1        |